# Buspirona
Buspirona (nomes de marca Ansial, Ansitec, entre outros) é um agente ansiolítico não-benzodiazepínico, e um agonista de receptores de serotonina pertencente à classe de compostos azaspirodecanediona. Sua estrutura é irrelacionada à das benzodiazepinas mas tem uma eficácia comparada ao diazepam para o tratamento de transtorno de ansiedade generalizada.
Não demonstra potenciais riscos de dependência  comparado a outras drogas comumente prescritas para ansiedade, especialmente benzodiazepinas. Não foi observado o desenvolvimento de tolerância ao medicamento e tolerância a buspirona causada por outras benzodiazepinas, barbitúricos e álcool não existe. Além disso, não é uma substância sedativa.
Pressupõe-se que a buspirona actua ao interferir com a função do neurotransmissor serotonina no cérebro, particularmente servindo como um agonista do receptor pré-sinaptico 5-HT1A. Também funciona como um conjunto agonista/antagonista pós-sinaptico da recepção da dopamina. Os efeitos mediados pelos receptors GABA são poucos. A buspirona também pode ter efeitos indirectos em outros neurotransmissores no cérebro.
A acção de uma única dose é muito maior do que a sua semi-vida de cerca de 2 a 3 horas. A biodisponibilidade da buspirona é muito pequena e é variável devido ao efeito de primeira passagem em que a concentração da droga é bastante reduzida antes de chegar à circulação sistémica. A droga é rapidamente expelida. Tomar a droga em conjunto com comida pode aumentar a biodisponibilidade. A droga tem a Ligação a proteínas plasmáticas de 95%. O metabólito 1-PP também é um agonista parcial de 5-HTA1 com propriedades ansiolíticas, mas mais fraco do que a droga principal.
Também é muito útil como acréscimo ao tratamento da depressão quando junto de um SSRI.
A maior desvantagem é que os efeitos ansiolíticos começam a notar-se apenas cerca de 1 a 3 semanas passarem. Muitas vezes os pacientes têm de ser tratados em conjunto com uma benzodiazepina para ansiólise imediata. Geralmente a buspirona não funciona tão bem quanto as benzodiazepinas. Logo, benzodiazepinas são utilizadas maioritariamente em tratamentos para ataques de pânico e fobias sociais. Também é particularmente difícil de tratar pacientes tratados anteriormente com benzodiazepinas sabendo os efeitos imediatos destes tranquilizantes.

## Efeitos Secundários
- tonturas
- dores no estômago
- vómitos
- prisão de ventre
- diarreia
- dores de cabeça
- fadiga e fraqueza

## Contra-Indicações e Precauções
- doença renal ou hepática
- abuso de drogas e álcool
- gravidez e amamentação
- deve evitar-se a operação de máquinas pesadas com este medicamento